# Ernst Kyburz
Ernst Kyburz (14 agosto 1898 – 16 ottobre 1983) è stato un lottatore svizzero, specializzato nella lotta libera.

## Palmarès

### Olimpiadi
- Oro a Amsterdam 1928 nei pesi medi.

### Europei
- Oro a Budapest 1931 nei pesi medi.